# Bis-bis
O bis-bis (nome científico: Regulus madeirensis) é uma espécie de pássaro endêmico da ilha da Madeira, Portugal, e membro da família dos régulos. Antes de ter sido reconhecido como uma espécie individual, no ano de 2003, foi classificado como uma subespécie de estrelinha-de-cabeça-listada (Regulus ignicapillus). Difere deste em aparência e vocalização, tendo a análise genética confirmado o bis-bis como uma espécie em separado. O bis-bis tem o dorso verde, o peito esbranquiçado, listras brancas nas asas e um padrão distinto na cabeça, com uma listra preta nos olhos, uma lista supraciliar branca e uma crista que é especialmente laranja nos machos e amarela nas fêmeas.
O bis-bis busca insetos nos urzais de Erica arborea e  na laurissilva, bem como em jardins. Os seus ninhos são constituídos de teias de aranha, turfa e gravetos, suspensos em galhos de árvores e com a forma de uma bola.

## Taxonomia
As aves conhecidas em língua inglesa como "kinglets", a maioria delas classificadas no gênero Regulus, são um pequeno grupo de pássaros às vezes incluídos nos silviídeos do Velho Mundo, mas frequentemente recebem status de família, especialmente porque pesquisas recentes mostraram que, apesar das semelhanças superficiais, são taxonomicamente distantes das toutinegras. O nome da família, Regulidae, e seu único gênero, Regulus, são derivados do latim "regulus", um diminutivo de rex, "um rei", e referem-se às cristas laranja ou amarelas características dos indivíduos adultos. O epíteto específico madeirensis é derivado do nome da ilha em que esta ave é encontrada. O bis-bis foi descrito pela primeira vez pelo naturalista inglês Edward Vernon Harcourt em 1851. Até recentemente, era considerado uma subespécie, R. i. madeirensis, da estrelinha-de-cabeça-listada (R. ignicapillus). Uma análise filogenética baseada no gene do citocromo b mostrou que a forma madeirense é distinta a nível de espécie da subespécie nominal R. i. ignicapillus. A divergência do gene do citocromo b entre o bis-bis e a ave europeia é de 8,5%, comparável com o nível de divergência entre outras espécies reconhecidas de Regulus, como os 9% entre a estrelinha-de-poupa e a estrelinha-de-coroa-dourada. A divisão foi aceita pela Associação dos Comitês Europeus de Raridades (AERC) em 2003, e, atualmente, a The Clements Checklist of Birds of the World já reconhece a espécie separada. O nome popular em inglês recomendado pelo Congresso Ornitológico Internacional para a ave era "Madeiracrest", mas foi alterado para "Madeira firecrest".
As vocalizações das quatro subespécies de estrelinha-de-cabeça-listada (a nominal R. i. ignicapillus, a mediterrânea R. i. balearicus, a do sudeste do R. i. caucasicus e a norte africana R. i. laeneni) mostram várias formas de canto diferentes, mas em geral são muito semelhantes entre si, enquanto que o bis-bis tem apenas um tipo de canto, que se divide em três frases, duas delas compostas por display modificado e chamadas de raiva. Suas chamadas de exibição usam uma faixa de frequência maior e mais harmônica que as subespécies continentais. Machos de estrelinha-de-cabeça-listada não apresentam uma resposta territorial às gravações dos cantos ou chamados do táxon madeirense, embora os bis-bis reajam fortemente à reprodução dos cantos das aves continentais. A forma da ilha foi reconhecida como uma espécie separada com base nas diferenças da forma do continente em morfologia, vocalizações e genética.
Os arquipélagos atlânticos das Canárias, Açores e Madeira têm origem vulcânica e nunca fizeram parte de um continente. A formação da Madeira começou no Mioceno e a ilha estava substancialmente completa há 700 mil anos. No passado distante, as principais ilhas desses arquipélagos foram todas colonizadas por espécies de Regulus, que evoluíram em suas respectivas ilhas isoladas das populações do continente. O descendente da estrelinha-de-cabeça-listada evoluiu na Madeira e a subespécie da estrelinha-de-poupa evoluiu nas outras ilhas. A divergência do gene do citocromo b entre a estrelinha-de-cabeça-listada da Europa e o bis-bis da Madeira sugere uma separação evolutiva há cerca de 4 milhões de anos, consideravelmente mais cedo do que a estimativa máxima de 2,2 milhões de anos atrás para as radiações de estrelinha-de-poupa nas Canárias e Açores.

## Descrição

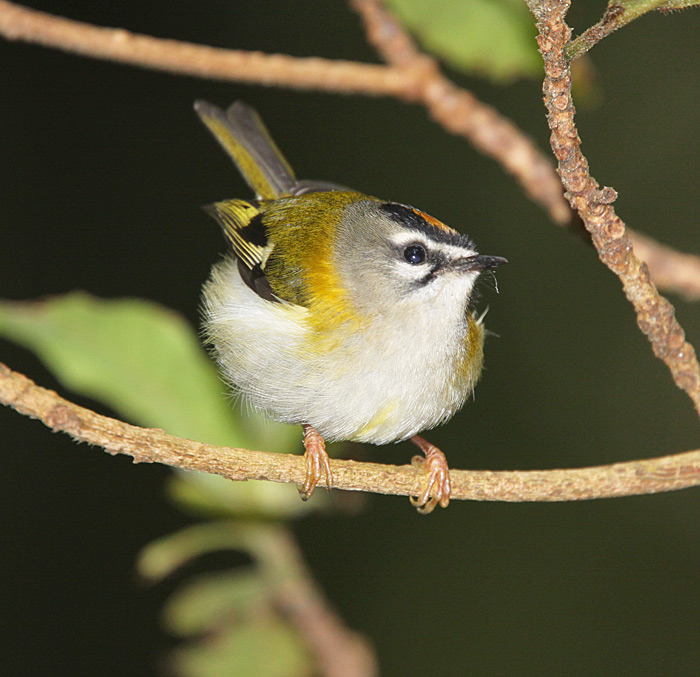
Bis-bis

O bis-bis é um pequeno pássaro rechonchudo, de 9 a 10 cm de comprimento e que pesa cerca de 5 gramas. Tem as partes superiores verde-oliva brilhante com uma mancha cor de bronze em cada ombro e as partes inferiores esbranquiçadas lavada com cinza-acastanhado no peito e nos flancos. Tem duas barras brancas nas asas, um minúsculo bico preto e pernas marrom-escuras. O padrão da cabeça é marcante, com uma faixa preta no olho, supercílio branco e uma crista que é amarela na fêmea e principalmente laranja no macho. Os juvenis têm uma coloração cinza nas partes superiores mais opacas e não possuem a coroa, as listras dos olhos e o supercílio. Esta ave geralmente pula com seu corpo mantido horizontalmente; seu voo é fraco e emite um zumbido.
Comparado ao estrelinha-de-cabeça-listada, o bis-bis tem bico e pernas mais longos, supercílio branco mais curto, mais preto nas asas e uma ombreira de bronze dourado mais profundo; a crista do macho é laranja mais opaca. Os juvenis têm cabeças mais planas, sem o supercílio opaco mostrado pelos jovens da espécie do continente europeu.
As vocalizações dos bis-bis e da estrelinha-de-cabeça-listada possuem notas agudas, mas a ave madeirense tem o seu canto dividido em três partes distintas, enquanto o da espécie mais difundida apenas acelera gradualmente e abrange uma gama de frequências muito menor. Os chamados de ambas as espécies incluem vocalizações finas e agudas zuu zu-zi-zi, embora o bis-bis também tenha um chiado estridente característico e um pio assobiado.

## Comportamento

### Reprodução

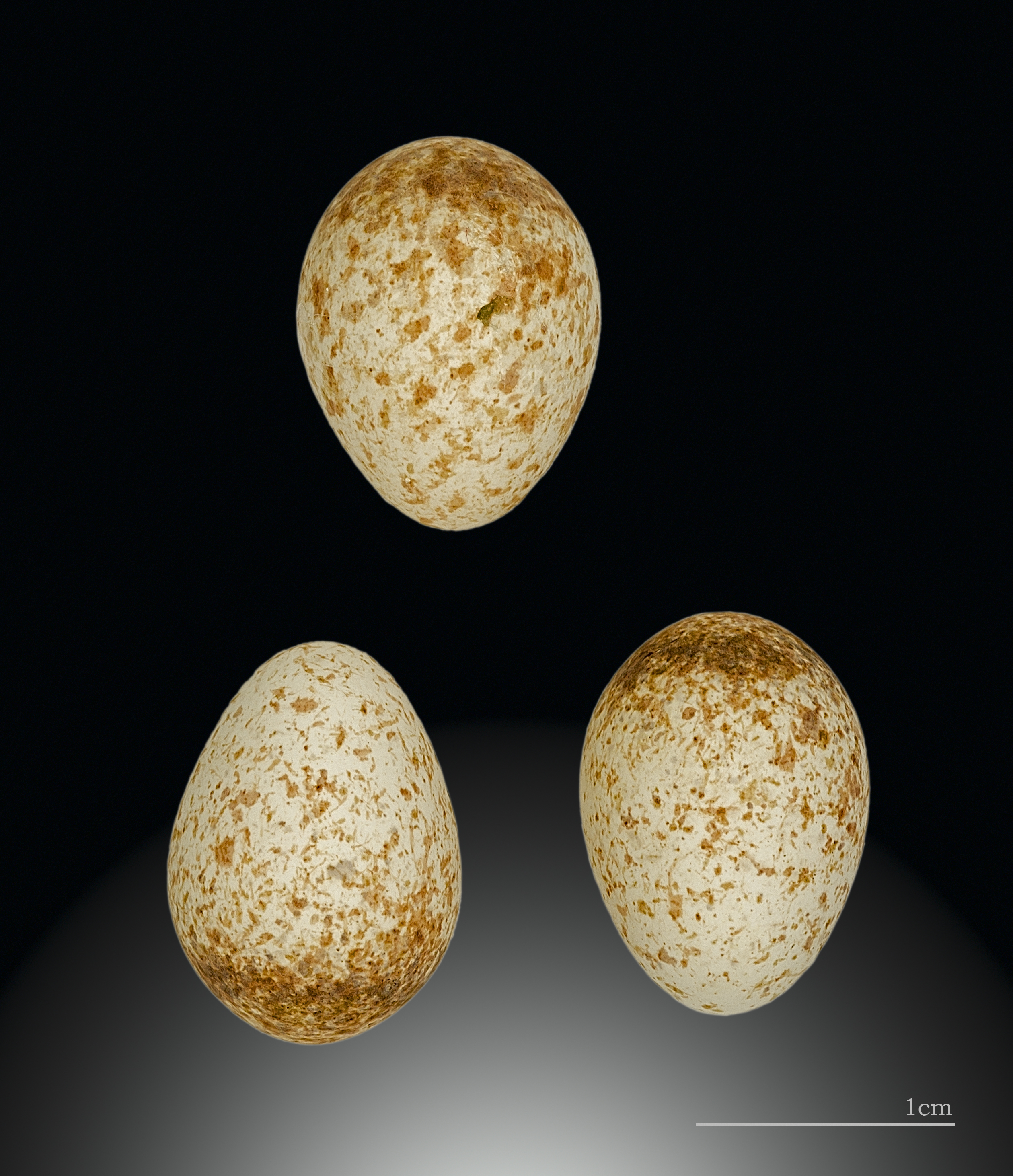
Regulus madeirensis - MHNT

O bis-bis macho canta durante a época de reprodução, muitas vezes com a crista levantada, e tem uma exibição que envolve apontar o bico para outra ave, mostrando a crista e o forte padrão facial. Isso difere da exibição da estrelinha-de-poupa de face mais simples, que inclina a cabeça para enfatizar a crista. O bis-bis é monogâmico. Como é típico da família, o ninho é um copo fechado construído em três camadas com um pequeno orifício de entrada próximo ao topo. A camada externa do ninho é feita de musgo, raminhos, teias de aranha e líquen, sendo as teias de aranha também usadas para prender o ninho aos galhos finos que o sustentam. A camada do meio é musgo, forrada com penas (até 3.000) e pêlos. É construído apenas pela fêmea, embora o macho acompanhe a fêmea enquanto ela constrói o ninho por um período de alguns dias a três semanas.
Os ovos são descritos como os da toutinegra Phylloscopus (branco com algumas manchas marrons), ao contrário dos ovos do estrelinha-de-cabeça-listada, que são rosa com marcas avermelhadas muito indistintas na extremidade larga. O tamanho da ninhada é desconhecido, mas acredita-se que seja menor do que os 7 a 12 da estrelinha-de-cabeça-listada. A fêmea incuba os ovos por 14,5 a 16,5 dias até a eclosão e choca os filhotes, que emplumam 19 a 20 dias após a eclosão. Ambos os pais alimentam os ninhegos e os filhotes.

### Dieta
Todas as espécies do gênero Regulus são quase exclusivamente insetívoras, atacando pequenos artrópodes com cutículas moles, como colêmbolos, pulgões e aranhas. Eles também se alimentam de casulos e ovos de aranhas e insetos, e ocasionalmente coletam pólen. Regulus madeirensis prefere presas de grande porte, como mariposas e lagartas (Lepidoptera). O bis-bis alimenta-se nas árvores, explorando principalmente a superfície superior dos ramos nas coníferas e das folhas nas árvores de folhas caducas. Isso está em contraste com o estrelinha-de-poupa, que frequentemente se alimenta na parte inferior dos galhos e folhas. O bis-bis também se alimenta de musgos e líquens que muitas vezes cobrem os ramos e troncos de loureiros e carvalhos.

## Distribuição e habitat
O bis-bis é endêmico da ilha principal da Madeira. Ocorre principalmente em níveis mais altos, de 600 a 1 550 metros de altitude, em todos os tipos de florestas e arbustos, mas com preferência pela urze-molar. Também pode descer para áreas mais baixas após a reprodução. Embora esteja fortemente adaptado a charnecas endêmicas, também se reproduz em giestas, pés de mirtilo, na laurissilva, em florestas decíduas dominadas por carvalhos e em áreas com o cedro japonês, Cryptomeria japonica, uma espécie vegetal introduzida na ilha. Está ausente nas plantações exóticas de eucaliptos e acácias que substituíram grande parte da laurissilva, a floresta endêmica da Madeira.

## Predadores e parasitas
A limitada diversidade de espécies na ilha da Madeira implica na existência de relativamente poucos predadores potenciais. Das três aves de rapina, a águia-de-asa-redonda e o peneireiro-eurasiático capturam principalmente mamíferos; no entanto, a subespécie local do gavião-da-europa, Accipiter nisus granti, é um predador especializado em aves florestais.
Além dos morcegos, não há mamíferos terrestres nativos. Contudo, existem várias espécies introduzidas, duas das quais capturam aves adultas ou filhotes: ratos-marrons e gatos domésticos ferais. Mesmo os locais de nidificação em montanhas altas, como os da grazina-da-madeira (espécie ameaçada de extinção), estão em perigo com a ação desses predadores.
Faltam dados sobre parasitas específicos do bis-bis, mas a pulga Dasypsyllus gallinulae foi registada numa espécie do mesmo gênero Regulus. E uma infecção significativa por patógenos não nativos, como varíola aviária e malária aviária, foi detectada em outra ave macaronésica, a corre-caminhos.

## Conservação
A distribuição do bis-bis consiste numa única ilha, na qual parece ser bastante comum a muito comum. A sua população é estimada entre 100.000 e 200.000 indivíduos e está aumentando. Portanto, é classificado como menos preocupante na Lista Vermelha da IUCN.
Não há ameaças atuais, embora haja uma preocupação potencial devido à fragmentação e perda do habitat da floresta nativa (por exemplo, substituição de laurissilva por plantações de eucalipto introduzidas), mas sua capacidade de ocupar plantações de algumas das espécies de árvores não nativas melhorou esse fator até certo ponto.